# Групповые методы обработки деталей
Групповой метод обработки деталей заключается в разбиении таковых на классы по признаку используемого оборудования, наиболее подходящего в плане технологических операций. Например, классы могут состоять из деталей, которые обрабатываются на фрезерных станках, на токарных станках и т. д. Затем в каждом классе детали разбивают по форме, общности элементов, обрабатываемых поверхностей и другим технологическим особенностям. В результате обработка деталей каждой группы проходит последовательность рабочих мест, имеющих соответствующее группе оборудование и его настройки.
Метод изобретён советским и российским учёным в области технологии и организации производства, профессором С. П. Митрофановым, который получил Ленинскую премию в области техники (1959) «за разработку и широкое внедрение метода группового производства в машиностроении».
Благодаря такому подходу становится возможным в условиях мелкосерийного производства эффективно использовать автоматическое оборудование, значительно сокращается время наладки станков и т. д. Метод универсален и может применяться не только в машиностроении, но и в других отраслях промышленности. Использование метода групповой обработки даёт возможность применять методы и средства крупносерийного производства для изготовления изделий при мелкосерийном и даже единичном производстве, при этом технологически и экономически целесообразно.
Кроме конструкторских и технологических признаков, учитываются организационно-плановые аспекты поточного производства.
При использовании метода изделия и соответствующие технологические процессы классифицируют на группы, имеющие отличающиеся конструктивные, но при этом общие технологические признаки. Основой служит не форма детали, а используемые при производстве технологические методы. Метод учитывает общность конструкции деталей, а также оборудования (включая его наладку, инструментальную оснастку и т. д.) и технологии обработки. Как правило, детали разбивают на следующие группы:
1. возможность полной обработки на одном типе оборудования;
2. возможность разработать общий многооперационный последовательный процесс;
3. прочие группы деталей, изготовляемые разнотипном оборудовании с соблюдением принципа прямоточности технологических цепочек.

Объединение деталей в группы позволяет разработать общность материала, конструктивных форм и размеров, допусков обработки. Схему настройки станка разрабатывают на основе наиболее сложной детали группы. В результате другие детали группы могут быть изготовлены без значительной перенастройки оборудования, максимум с частичной заменой инструмента, что значительно сокращает подготовительные работы к началу изготовления, уменьшается штучное время и трудоёмкость производства деталей. Таким образом повышается производительность труда, уменьшается себестоимость продукции.